# Гватемала на літніх Олімпійських іграх 2020
Гватемалу на літніх Олімпійських іграх 2020 представляли двадцять чотири спортсмени у десятьох видах спорту.

## Спортсмени
| Вид спорту            | Чоловіки | Жінки | Загалом |
| --------------------- | -------- | ----- | ------- |
| Легка атлетика        | 7        | 2     | 9       |
| Бадмінтон             | 1        | 1     | 2       |
| Велоспорт             | 1        | 0     | 1       |
| Дзюдо                 | 1        | 0     | 1       |
| Сучасне п'ятиборство  | 1        | 0     | 1       |
| Академічне веслування | 0        | 2     | 2       |
| Вітрильний спорт      | 1        | 1     | 2       |
| Стрільба              | 1        | 2     | 3       |
| Плавання              | 1        | 1     | 2       |
| Важка атлетика        | 0        | 1     | 1       |
| Загалом               | 14       | 10    | 24      |